# Pam and Tommy
Pam and Tommy (stylisé Pam & Tommy) est une mini-série télévisée américaine en huit épisodes de 32 à 51 minutes, créée par Robert Siegel et diffusée entre le 2 février 2022 et le 9 mars 2022 sur la société Hulu.
Produite par le réalisateur Craig Gillespie, cette série explore la vie de l'actrice américano-canadienne Pamela Anderson et du batteur du groupe Mötley Crüe, Tommy Lee, à l’époque où leur sextape a été rendue publique. Elle est fondée sur l'article Pam and Tommy: The Untold Story of the World's Most Infamous Sex Tape écrit par la journaliste Amanda Chicago Lewis, publié en 2014 dans le magazine Rolling Stone.
Au Canada et dans les pays francophones, la série a été diffusée en simultanée sur le service Disney+, via l'extension Star.

## Synopsis
En 1995, l'actrice Pamela Anderson et le batteur Tommy Lee se marient alors qu'ils se connaissent depuis seulement quatre jours. Ils deviennent le couple sulfureux d'Hollywood. Alors qu'ils font réaménager leur villa, Rand Gauthier, un menuisier malmené par Lee et laissé avec plusieurs impayés, cambriole leur maison et découvre la sextape du couple qui va devenir le premier scandale d'Internet.

## Distribution

### Acteurs principaux
- Lily James (VF : Zina Khakhoulia) : Pamela Anderson
- Sebastian Stan (VF : Axel Kiener) : Tommy Lee
- Seth Rogen (VF : Xavier Fagnon) : Rand Gauthier
- Nick Offerman (VF : Jérémie Covillault) : Milton Ingley
- Taylor Schilling (VF : Ingrid Donnadieu) : Erica Gauthier[note 1]

### Acteurs récurrents
- Pepi Sonuga (en) (VF : Joy Feldman) : Melanie
- Andrew Dice Clay (en) (VF : Frédéric Souterelle) : Butchie
- Spenser Granese : Steve Fasanella
- Mozhan Marnò (VF : Ethel Houbiers) : Gail Chwatsky
- Fred Hechinger (VF : Donald Reignoux) : Seth Warshavsky
- Medalion Rahimi (VF : Ninon Moreau) : Danielle

### Invités
- Jason Mantzoukas (VF : Christophe Lemoine) : la voix du pénis de Tommy
- Jennifer Stehlin (VF : Emmanuelle Bodin) : Angie
- Don Harvey (VF : Serge Biavan) : Anthony Pellicano
- Mike Seely : Hugh Hefner
- Maxwell Caulfield : Bob Guccione
- John Billingsley : Bruce Hendricks
- Adam Ray (VF : Serge Faliu) : Jay Leno
- Paul Ben-Victor (VF : José Luccioni) : l'avocat de Pamela et Tommy
Version française
  - Studio de doublage : Dubbing Brothers
  - Direction artistique : Gilles Morvan
  - Adaptation : Gilles Morvan (épisode 1), Ninon Moreau (épisodes 2, 6 et 8), Julien Bardakoff (épisode 3), Nicolas Morvan (épisodes 4 et 7), Cynthia Perin (épisode 5)
  - Sous-titrage : Laure-Hélène Césari et Lilia Adnan

Version française : version française (VF) via le carton de doublage en fin d'épisode sur Disney+.

## Production

### Élaboration
En 2018, il est dévoilé que Evan Goldberg et Seth Rogen sont en train de mettre sur pied une mini-série sur la publication de la sextape volée de Pamela Anderson et Tommy Lee via leur société Point Grey Pictures. James Franco est attaché au projet en tant que réalisateur mais également pour jouer le rôle du batteur.
En décembre 2020, Franco quitte le projet et le service Hulu passe commande de huit épisodes. Craig Gillespie signe pour réaliser des épisodes de la série et Robert D. Siegel pour en écrire.

### Distributions des rôles
À l'annonce du projet,  il avait été annoncé que James Franco interpréterait Tommy Lee. Lors de la commande de la série, Sebastian Stan est finalement annoncé dans le rôle du batteur et l'actrice britannique Lily James pour celui de Pamela Anderson. Seth Rogen est également annoncé dans l'un des rôles principaux.
En avril 2021, Nick Offerman et Taylor Schilling rejoignent la distribution principale alors que Pepi Sonuga, Andrew Dice Clay, Spenser Granese et Mozhan Marnò signent pour des rôles récurrents. En juin de la même année, Fred Hechinger rejoint également le projet.

### Tournage
Le tournage de la série débute entre avril et juillet 2021 à Los Angeles.

### Fiche technique
- Titre original : Pam and Tommy
- Création : Robert Siegel
- Réalisation : Craig Gillespie
- Scénario : Robert D. Siegel
- Photographie : Paula Huidobro
- Décors : Ethan Tobman
- Costumes : Kameron Lennox
- Casting : Lindsay Graham et Mary Vernieu
- Musique : Matthew Margeson
- Producteur délégués : Megan Ellison, Dave Franco, Evan Goldberg, Sue Naegle, Seth Rogen et Dylan Sellers
- Sociétés de production : Robert Siegel And Jen Cohn's Production Company, Limelight, Point Grey Pictures, Annapurna Television et Lionsgate Television
- Sociétés de distribution : Disney Platform Distribution (télévision) ; Lionsgate Television (globale)
- Pays d'origine :  États-Unis
- Langue originale : anglais
- Format : Couleur - 16:9 - 1080p (HDTV) / 2160p (4K UHD)
- Genre : Comédie dramatique et biographique

 Sauf indication contraire, les informations mentionnées dans cette section peuvent être confirmées par la base de données cinématographiques IMDb,  présente dans la section « Liens externes ».

## Épisodes
1. Un beau chantier (Drilling and Pounding)
2. Je t'aime, Tommy (I Love You, Tommy)
3. Jane Fonda
4. Le Master Beta (The Master Beta)
5. L'Oncle Jim et la tante Susie dans le Dakota (Uncle Jim and Aunt Susie In Duluth)
6. Pamela au Pays des Merveilles (Pamela in Wonderland)
7. Le Destructeur des Mondes (Destroyer of Worlds)
8. Seattle

## Distinctions

### Nominations
- Golden Globes 2023 : 
  - Meilleur acteur dans une mini-série ou un téléfilm pour Sebastian Stan
  - Meilleure actrice dans une mini-série ou un téléfilm pour Lily James
  - Meilleur acteur dans un second rôle dans une mini-série, une anthologie ou un téléfilm pour Seth Rogen